# Ape Rotoma
Ape Rotoma (Aranda de Duero, 6 de febrero de 1967) es el nombre literario de José Alberto Rodríguez Tobes, poeta español. Su pseudónimo está formado por el apelativo familiar con el que era conocido desde niño (Ape) y el acrónimo de sus tres primeros apellidos: Rodríguez, Tobes y Marín.

## Trayectoria literaria
Perteneció al grupo literario Telira de su ciudad natal, grupo que se encargó de publicar su primer poemario 149 PCE, reeditado en 2015 por Canalla Ediciones, una década después de que se agotara la primera edición. 
En 2004, participó en la antología  Aquí llama primera del XXI (Cuadernos de Poesía Telira). Posteriormente, difundió su obra a través de internet.
En 2016, un poema de su segundo libro formó parte del volumen Gente de Nod, que contiene fotografías de Alejandro Nafría acompañadas por poemas de distintos autores seleccionados por Emma Cabal.
En 2018 recibió una beca artística de la Fundación Villalar para escribir un poemario titulado Motivos para fumar. Esta obra se publicó en México en 2023.

## Libros de poemas
- 149 PCE fue publicado en 2002 por Telira, con ilustraciones de Máximo López Vilaboa[8] y epílogo de José Manuel Prado Antúnez, y reeditado en 2015 por Canalla Editores. El libro se caracteriza, según Prado Antúnez, por el uso de la ironía y el sarcasmo y por una importante presencia de elementos surrealistas y sexuales.[9] El título de la obra es una alusión cinematográfica: el número de matrícula del vehículo Plymouth Valiant de El diablo sobre ruedas (1971), película dirigida por Steven Spielberg.[3]

- Mensajes de texto y otros mensajes (Renacimiento, 2014) destaca por sus poemas narrativos[5] en los que se aprecian ecos de Charles Bukowski, Roger Wolfe, Karmelo C. Iribarren o Jaime Gil de Biedma, entre otros referentes literarios.[5][10]

- Motivos para fumar (Tedium Vitae, 2023) se publicó en México, en Guadalajara, Jalisco, dentro de la colección Everness de poesía de la editorial Tedium Vitae, con prólogo de Óscar Esquivias. Para la escritura de los poemas Ape Rotoma había recibido en 2018 una beca de la Fundación Villalar.[2][11]

## Antologías
Sus poemas fueron incluidos en la antología Poesía en el camino (2015-2018), volumen publicado en 2019 por la Real Academia Burgense de Historia y Bellas Artes y coordinado por Isaac Rilova, en el que se recoge la obra de los poetas participantes en las veladas poéticas de Olmillos de Sasamón.
Fue seleccionado en la antología La tierra y la nada. Una antología poética de la España despoblada (antólogo: Nacho Escuín; Ed. Bala Perdida, 2022).
En 2024 participó en la antología Las cosas claras (editorial Caronte), que también incluía poemas de Emma Cabal, Albert Sihod y Karmelo C. Iribarren, con prólogo de Óscar Alonso Pardo.

## Revistas
Ape Rotoma ha publicado poemas hasta entonces inéditos en distintas revistas literarias. En 2015, «Rezar» apareció en Estación Poesía. En diciembre de 2023 publicó «Dos poemas inacabados, olvidados en un cuaderno» en Mirlo.

## Estilo
Según el poeta y crítico Ismael Cabezas 

[Ape Rotoma] es un personaje del underground poético de nuestro país, que se mueve disparando sus poemas desde su muro de facebook, como el francotirador emboscado que es, el gran outsider de la poesía española contemporánea.

Otros, como Óscar Esquivias y Ernesto Escapa, han destacado el carácter urbano, coloquial y autobiográfico de sus poemas, así como su sentido del humor y su progresivo alejamiento del surrealismo que, según Prado Antúnez, mostraba en su primer poemario, para abordar en el siguiente temas amorosos y sociales.
Elvira Lindo relacionó la obra poética de Rotoma con los temas realistas y cotidianos propios de cierta narrativa norteamericana, ejemplificada en la autora Lucia Berlin, así como por su crudeza e ironía. Concluyó considerando que Ape Rotoma es nuestro poeta americano, casi un tesoro oculto.